# 瀧本梨絵
瀧本 梨絵（たきもと りえ、1994年11月23日 - ）は、日本のタレント、グラビアアイドル。元AV女優。前職は内科クリニックの従業員。東京都出身。ベールアンジュ所属。

## 略歴
2016年6月、SOD専属女優として契約。同年8月、副職レーベルより医療ドキュメント1作目撮影（監督・溜池ゴロー）。同年9月、副職レーベルより医療ドキュメント2作目撮影（監督・溜池ゴロー）。
2016年11月、SODstar専属となり、AV女優デビュー作撮影。その後、2016年12月に溜池ゴロー監督からの強要を訴え引退を表明。
2017年4月15日、産経ニュースより経緯の詳細が報道される。その後はグラビアアイドル、タレントとしてYouTubeへの動画配信や撮影会などの活動をしている。

### 所属事務所との関係と強要問題
所属事務所は医師免許を持つ男性が経営しており、瀧本はこの男性が勤務する医院で勤務していた。AV第一作は経営不振により休業中だった医院を使用して撮影されているが、外観については無断で撮影、使用されたとして訴えている。ただしすでに発売されている作品については「仕事を否定したくない」として販売中止などは求めていない。

## 人物
- 趣味は料理。
- 特技はアロマ・マッサージ。
- 好きな食べ物はぜんざい、フルーツ、サラダ[9]。
- 性感帯は乳首。
- 経験人数は1人。
- 将来の夢は愛されるAV女優
- 初体験は医療実習生だった19歳の頃。相手は40歳ぐらいの医者とインタビューに答えている[10]。